# 광주수피아여자중학교
광주수피아여자중학교(光州수피아女子中學校)는 대한민국 광주광역시 남구 양림동에 위치한 사립 중학교이다.

## 학교 연혁
- 1908년 4월 1일 : 광주여학교(Kwangju Girls' School, 현 광주수피아여자중ㆍ고등학교) 설립, 설립자 배유지(Dr.Eugene Bell) 선교사, 초대 교장 엄언라(Miss Ella Graham) 선교사 취임
- 1911년 : 미국 스턴스(Mrs. M.L.Sterns) 여사의 $5,000 기증으로 수피아홀(Speer Hall) 건립 이때부터 학교 이름을 수피아여학교(Jennie Speer Memorial School for Girls)로 부름
- 1927년 : 윈스브로우(Mrs. Winsborough) 여사가 주도하여 $50,000를 기증하여 윈스브로우홀(Winsborough Hall) 건립
- 1929년 : 11월 3일 광주학생항일운동 참여
- 1937년 : 신사참배 거부로 폐교
- 1945년 : 광복으로 복교
- 1964년 : 학교법인 호남기독학원으로 조직 변경
- 1968년 : 수피아여자중ㆍ고등학교 분리
- 1995년 : 광주 3ㆍ1만세 운동 기념 조형물 건립
- 2011년 : 교육복지 우선지원사업학교 선정
- 2016년 : 교육부지정 디지털교과서 연구학교 운영
- 2019년 3월 1일 : 제24대 교장으로 서계상 선생 취임

## 참고 자료
- 광주수피아여자중학교 - 한국교육학술정보원 학교알리미